# Super League (Griekenland)
De Super League Griekenland (Grieks: Σούπερ Λίγκα Ελλάδα) is de hoogste nationale voetbalcompetitie in Griekenland waarin om het landskampioenschap wordt gestreden.
Deze landelijke competitie ging in het seizoen 1959/60 van start. De huidige naam wordt gebruik sinds 2006, daarvoor werd verwezen naar de Alpha Ethniki of A Division. Na het seizoen 2018-2019 vond er een reorganisatie plaats in de top van de Griekse voetbalcompetitie. Vanaf het seizoen 2019/20 nemen er veertien clubs aan de Super League deel. Na afloop van het reguliere seizoen spelen de bovenste zes teams, in een uit- en thuiswedstrijd serie, om het kampioenschap en de plaatsen voor Europees voetbal. De onderste acht teams spelen nog een halve competitie om te bepalen wie als nummer 13 en 14 degraderen naar de in 2019/20 nieuw gevormde Super League 2. In beide play-off competities worden de punten/scores uit de reguliere competitie meegenomen.
Zoals de Griekse voetbalbond er nu voor staat op de UEFA-coëfficiëntenranglijst plaatst de kampioen zich voor de (kwalificatieronden van de) UEFA Champions League. De nummers twee en drie spelen, samen met de winnaar van de Beker van Griekenland, (of het eerstvolgende team van de ranglijst dat nog niet was geplaatst), in de (kwalificatieronden van de) UEFA Conference League.

## Landskampioenen

### Regionale play-offs
Voor de invoering van de nationale competitie werd het kampioenschap tussen 1928-1959 beslist door middel van play-off wedstrijden tussen de kampioenen (en/of subtop) van de EPSA, EPSP en de EPSM en/of de kampioenen van een Noordelijke en Zuidelijke competitie. In deze periode veroverde Olympiakos Piraeus 15× de landstitel.

### Nationale competitie
Vijf clubs wisten vanaf de invoering van de nationale competitie in 1959 het landskampioenschap te behalen; Olympiakos Piraeus (33x), Panathinaikos FC (17x), AEK Athene (11x), PAOK Saloniki (4x) en AE Larissa 1964 (1x).

### Titels per team
| Club               | Stad         | Titels | Seizoenen (1928-1940, 1946-2022) |
| ------------------ | ------------ | ------ | --- |
| Olympiakos Piraeus | Piraeus      | 48     | (1931, 1933, 1934, 1936, 1937, 1938, 1947, 1948, 1951, 1954, 1955, 1956, 1957, 1958, 1959, 1966, 1967, 1973, 1974, 1975, 1980, 1981, 1982, 1983, 1987, 1997, 1998, 1999, 2000, 2001, 2002, 2003, 2005, 2006, 2007, 2008, 2009, 2011, 2012, 2013, 2014, 2015, 2016, 2017, 2020, 2021, 2022, 2025) |
| Panathinaikos FC   | Athene       | 20     | (1930, 1949, 1953, 1960, 1961, 1962, 1964, 1965, 1969, 1970, 1972, 1977, 1984, 1986, 1990, 1991, 1995, 1996, 2004, 2010) |
| AEK Athene         | Athene       | 13     | (1939, 1940, 1963, 1968, 1971, 1978, 1979, 1989, 1992, 1993, 1994, 2018, 2023) |
| PAOK Saloniki      | Thessaloniki | 4      | (1976, 1985, 2019, 2024) |
| Aris FC            | Thessaloniki | 3      | (1928, 1932, 1946) |
| Larissa            | Larisa       | 1      | (1988) |

## Eeuwige ranglijst
Clubs in het vet spelen in 2025/26 in de Super League.
| Club                      | Stad           | /67 | Periode (1959-2026)                                                                               |
| ------------------------- | -------------- | --- | ------------------------------------------------------------------------------------------------- |
| Olympiakos Piraeus        | Piraeus        | 67  | 1959-....                                                                                         |
| Panathinaikos FC          | Athene         | 67  | 1959-....                                                                                         |
| PAOK FC                   | Thessaloniki   | 67  | 1959-....                                                                                         |
| AEK Athene                | Athene         | 65  | 1959-2013, 2015-....                                                                              |
| Aris FC                   | Thessaloniki   | 61  | 1959-1997, 1998-2005, 2006-2014, 2018-....                                                        |
| Panionios                 | Nea Smyrni     | 59  | 1959-1992, 1993-1996, 1997-2020                                                                   |
| Iraklis FC                | Thessaloniki   | 53  | 1959-1980, 1981-2011, 2015-2017                                                                   |
| OFI Kreta                 | Iraklion       | 48  | 1968-1971, 1976-2009, 2011-2015, 2018-....                                                        |
| Apollon Smyrnis           | Athene         | 42  | 1959-1969, 1970-1972, 1973-1974, 1975-1987, 1988-2000, 2013-2014, 2017-2019, 2020-2022            |
| Ethnikos Piraeus          | Piraeus        | 36  | 1959-1990, 1991-1992, 1994-1996, 1997-1999                                                        |
| AE Larissa                | Larissa        | 32  | 1973-1975, 1978-1996, 2005-2011, 2016-2021, 2025-....                                             |
| AO Xanthi                 | Xanthi         | 31  | 1989-2020                                                                                         |
| PAS Giannina              | Ioannina       | 28  | 1974-1984, 1985-1987, 1990-1991, 2000-2001, 2002-2003, 2009-2010, 2011-2019, 2020-2024            |
| Panserraikos FC           | Serres         | 27  | 1965-1971, 1972-1979, 1980-1984, 1985-1986, 1987-1988, 1989-1992, 2008-2009, 2010-2011, 2023-.... |
| Panachaiki GE             | Patras         | 26  | 1969-1970, 1971-1981, 1982-1983, 1984-1986, 1987-1988, 1990-1994, 1995-1998, 1999-2003            |
| Atromitos                 | Peristeri      | 25  | 1972-1973, 1974-1977, 1980-1981, 2005-2008, 2009-....                                             |
| Egaleo FC                 | Athene         | 23  | 1961-1964, 1965-1975, 1977-1979, 1983-1985, 2001-2007                                             |
| Doxa Drama                | Drama          | 21  | 1959-1962, 1963-1965, 1979-1987, 1988-1995, 2011-2012                                             |
| Levadiakos                | Livadeia       | 21  | 1987-1991, 1993-1995, 2005-2006, 2007-2010, 2011-2019, 2022-2023, 2024-....                       |
| Apollon Kalamarias        | Kalamaria      | 20  | 1959-1965, 1973-1974, 1983-1990, 1992-1994, 2004-2008                                             |
| AO Kavala                 | Kavala         | 19  | 1969-1975, 1976-1982, 1994-1995, 1996-2000, 2009-2011                                             |
| Asteras Tripolis          | Tripoli        | 19  | 2007-....                                                                                         |
| Ionikos FC                | Nikaia         | 18  | 1989-1991, 1992-1993, 1994-2007, 2021-2023                                                        |
| AE Veria                  | Veria          | 17  | 1966-1969, 1970-1972, 1977-1978, 1986-1988, 1996-1999, 2007-2008, 2012-2017                       |
| Panetolikos               | Agrinion       | 16  | 1975-1977, 2011-2012, 2013-....                                                                   |
| SFK Pierikos              | Katerini       | 16  | 1962-1972, 1975-1978, 1984-1985, 1991-1993                                                        |
| AO Proodeftiki            | Nikaia         | 15  | 1959-1963, 1964-1968, 1969-1971, 1997-2000, 2002-2004                                             |
| AO Kastoria               | Kastoria       | 10  | 1974-1983, 1996-1997                                                                              |
| Athinaikos                | Athene         | 9   | 1990-1998, 2000-2001                                                                              |
| Olympiakos Volos          | Volos          | 9   | 1967-1968, 1969-1970, 1971-1975, 1988-1990, 2010-2011                                             |
| Ergotelis FC              | Iraklion       | 9   | 2004-2005, 2006-2012, 2013-2015                                                                   |
| PAS Lamia                 | Lamia          | 8   | 2017-2025                                                                                         |
| Trikala AO                | Trikala        | 7   | 1964-1967, 1968-1969, 1971-1973                                                                   |
| Fostiras FC               | Tavros         | 7   | 1960-1963, 1970-1974                                                                              |
| AO Kalamata               | Kalamáta       | 7   | 1972-1973, 1974-1975, 1995-1998, 1999-2001                                                        |
| Panilaikos FC             | Pyrgos         | 7   | 1995-2001, 2003-2004                                                                              |
| Volos NFC                 | Volos          | 7   | 2019-....                                                                                         |
| Panegialios FC            | Egio           | 6   | 1959-1961, 1962-1966                                                                              |
| Niki Volos                | Volos          | 6   | 1961-1966, 2014-2015                                                                              |
| APS Panthrakikos          | Komotini       | 6   | 2008-2010, 2012-2016                                                                              |
| Platanias FC              | Platanias      | 6   | 2012-2018                                                                                         |
| Kallithea FC              | Kallithea      | 5   | 2002-2006, 2024-2025                                                                              |
| AE Korinthos              | Korinthe       | 5   | 1979-1982, 1991-1993                                                                              |
| Edessaikos                | Edessa         | 5   | 1992-1997                                                                                         |
| AO Kerkyra                | Corfu          | 5   | 2004-2005, 2006-2007, 2010-2013                                                                   |
| Vizas Megaron             | Megara         | 4   | 1966-1970                                                                                         |
| AS Rodos                  | Rhodos         | 4   | 1978-1980, 1981-1983                                                                              |
| Ethnikos Asteras          | Kaisariani     | 4   | 1998-2002                                                                                         |
| Akratitos Ano Liosia      | Ano Liosia     | 4   | 2001-2004, 2005-2006                                                                              |
| Olympiakos Nicosia        | Nicosia        | 3 * | 1967-1968, 1969-1970, 1971-1972                                                                   |
| Diagoras Rodos            | Rhodos         | 3   | 1986-1989                                                                                         |
| Panelefsniakos FC         | Elefsina       | 3   | 1961-1962, 1967-1968, 1998-1999                                                                   |
| AEL Kalloni               | Kalloni        | 3   | 2013-2016                                                                                         |
| PAE Kerkyra               | Corfu          | 3   | 2014-2015, 2016-2018                                                                              |
| AE Kifisia                | Kifisia        | 2   | 2023-2024, 2025-....                                                                              |
| Chalkidona FC             | Nikaia         | 2   | 2003-2005                                                                                         |
| Pangorinthiakos           | Korinthe       | 1   | 1959-1960                                                                                         |
| Megas Alexandros Katerini | Katerini       | 1   | 1959-1960                                                                                         |
| AE Nikaia                 | Nikaia         | 1   | 1959-1960                                                                                         |
| Thermaikos Saloniki       | Thessaloniki   | 1   | 1960-1961                                                                                         |
| Atromitos Piraeus         | Piraeus        | 1   | 1960-1961                                                                                         |
| Olympiakos Chalkida       | Chalkis        | 1   | 1963-1964                                                                                         |
| AEL Limassol              | Limasol        | 1 * | 1968-1969                                                                                         |
| EPA Larnaca               | Larnaca        | 1 * | 1970-1971                                                                                         |
| Omonia Nicosia            | Nicosia        | 1 * | 1972-1973                                                                                         |
| APOEL Nicosia             | Nicosia        | 1 * | 1973-1974                                                                                         |
| Makedonikos FC            | Neapoli-Sykies | 1   | 1982-1983                                                                                         |
| FAS Naousa                | Naousa         | 1   | 1993-1994                                                                                         |
| Thrasyvoulos Fylis        | Fyli           | 1   | 2008-2009                                                                                         |

* Olympiakos Nicosia is een Cypriotische club, tussen 1967 en 1974 speelde de kampioen van Cyprus het jaar erop in de Griekse hoogste klasse, Olympiakos degradeerde drie keer.
* APOEL Nicosia is een Cypriotische club, tussen 1967 en 1974 speelde de kampioen van Cyprus het jaar erop in de Griekse hoogste klasse, Apoel is de enige club die niet degradeerde maar vanwege de Turkse bezetting van Cyprus trad de club in 1974/75 niet aan in de Griekse competitie.
* EPA Larnaca is een Cypriotische club, tussen 1967 en 1974 speelde de kampioen van Cyprus het jaar erop in de Griekse hoogste klasse.
* Omonia Nicosia is een Cypriotische club, tussen 1967 en 1974 speelde de kampioen van Cyprus het jaar erop in de Griekse hoogste klasse.
* AEL Limassol is een Cypriotische club, tussen 1967 en 1974 speelde de kampioen van Cyprus het jaar erop in de Griekse hoogste klasse.

## Scheidsrechters
Bijgaand een overzicht van Griekse scheidsrechters die niet alleen actief zijn of waren in de Super League, maar daarnaast ook internationale wedstrijden leiden of hebben geleid.
- Nikolaos Agelakis
- Giorgos Bikas
- Georgios Borovilos
- Anthanassios Briakos
- Georgios Daloukas
- Vassilios Diamandopoulos
- Georgios Douros
- Georgios Fassolis
- Mechalis Germanakos
- Gerasimos Germanakos
- Evangelos Giannakoudakis
- Anastasios Kakos
- Dimitrios Kalopoulos
- Georgios Kasnaferis
- Michael Koukoulakis
- Christos Michas
- Vassilios Nikakis
- Vasilios Pamporidis
- Spiridon Papadakos
- Georgios Pelomis
- Emmanuel Platopoulos
- Dimitrios Protonotarios
- Georgios Psichomanis
- Anastasios Sidiropoulos
- Ilias Spathas
- Dimosthemis Stathatos
- Ioannis Stavridis
- Stavros Tritsonis
- Ioannis Tsachilidis
- Heraklis Tsikinis
- Leonidas Vamvakopoulos
- Kyros Vassaras
- Antonios Vassaras
- Sotorios Vorgias
- Stavros Zakestidis
- Christoforos Zografos

AEK Athene ·
Aris Saloniki · 
Asteras Tripolis · 
Atromitos · 
AE Larissa ·
AE Kifisia ·
Levadiakos · 
OFI Kreta · 
Olympiakos Piraeus · 
Panathinaikos · 
Panetolikos · 
MGS Panserraikos ·
PAOK Saloniki · 
Volos